# لیو گوکه
لیو گوکه (انگلیسی: Liu Guoke؛ زادهٔ ۸ مهٔ ۱۹۷۲) کشتی‌گیر اهل چین بود. وی در بازی‌های المپیک تابستانی ۱۹۹۶ شرکت کرده‌است.